# Olympische Sommerspiele 1996/Leichtathletik – 200 m (Männer)

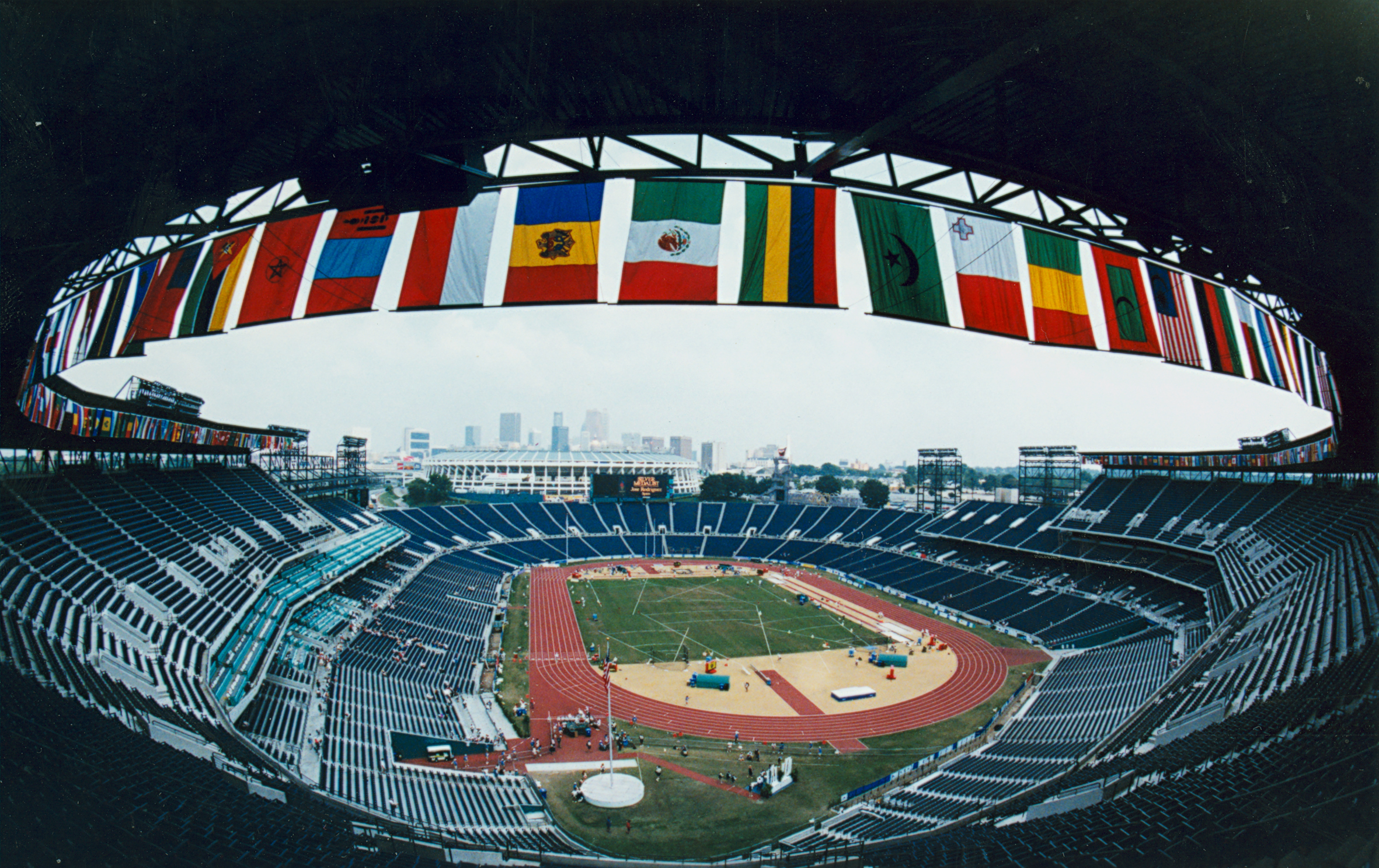
Das Centennial Olympic Stadium von Atlanta im Jahr 1996

Der 200-Meter-Lauf der Männer bei den Olympischen Spielen 1996 in Atlanta wurde am 31. Juli und 1. August 1996 im Centennial Olympic Stadium ausgetragen. 78 Athleten nahmen teil.
Olympiasieger wurde der US-Amerikaner Michael Johnson. Er gewann in der neuen Weltrekordzeit von 19,32 s vor Frank Fredericks aus Namibia. Bronze ging an Ato Boldon aus Trinidad und Tobago.
Die Österreicher Thomas Griesser und Christoph Pöstinger scheiterten wie auch der Schweizer Alain Reimann in der Vorrunde.

Athleten aus Deutschland und Liechtenstein nahmen nicht teil.

## Aktuelle Titelträger
| Olympiasieger 1992                      | Michael Marsh ( USA)         | 20,01 s | Barcelona 1992       |
| Weltmeister 1995                        | Michael Johnson ( USA)       | 19,79 s | Göteborg 1995        |
| Europameister 1994                      | Geir Moen ( Norwegen)        | 20,30 s | Helsinki 1994        |
| Panamerikanischer Meister 1995          | Iván García ( Kuba)          | 20,29 s | Mar del Plata 1995   |
| Zentralamerika und Karibik-Meister 1995 | Obadele Thompson ( Barbados) | 20,49 s | Guatemala-Stadt 1995 |
| Südamerika-Meister 1995                 | Robson da Silva ( Brasilien) | 20,54 s | Manaus 1995          |
| Asienmeister 1995                       | Abdulaziz Mattar ( Bahrain)  | 20,76 s | Jakarta 1995         |
| Afrikameister 1996                      | Oumar Loum ( Senegal)        | 20,7 s  | Yaoundé 1996         |
| Ozeanienmeister 1994                    | Jone Delai ( Fidschi)        | 21,55 s | Auckland 1994        |

## Rekorde

### Bestehende Rekorde
| Weltrekord         | 19,66 s | Michael Johnson ( USA) | Atlanta, USA                     | 23. Juni 1996  |
| Olympischer Rekord | 19,73 s | Michael Marsh ( USA)   | Halbfinale OS Barcelona, Spanien | 5. August 1992 |

### Rekordverbesserung
Der US-amerikanische Olympiasieger Michael Johnson verbesserte den bestehenden olympischen Rekord im Finale am 1. August bei einem Rückenwind von 0,4 m/s um 41 Hundertstelsekunden auf 19,32 s. Damit steigerte er gleichzeitig seinen eigenen Weltrekord um 34 Hundertstelsekunden.

## Doping
Der Australier Dean Capobianco – zunächst Vierter in seinem Vorlauf und als Siebter ausgeschieden in seinem Viertelfinalrennen – wurde nachträglich disqualifiziert. Im Juni 1996 wurde er des Dopingmissbrauchs überführt, er hatte das verbotene anabole Steroid Stanozolol eingenommen. Auf Betreiben des australischen Verbandes wurde er im Juli dennoch für die Olympischen Spiele zugelassen. Im Frühjahr 1997 wurde er jedoch nachträglich disqualifiziert und für vier Jahre gesperrt.
Benachteiligt wurde der Brite Owusu Dako. Er hätte mit seinen im zweiten Vorlauf erzielten 20,83 s über die Zeitregel die Startberechtigung für das Viertelfinale gehabt, schied so jedoch in der Vorrunde aus.

## Vorrunde
Datum: 31. Juli 1996
Die Läufer traten zu insgesamt elf Vorläufen an. Für das Viertelfinale qualifizierten sich pro Lauf die ersten drei Athleten. Darüber hinaus kamen die sieben Zeitschnellsten, die sogenannten Lucky Loser, weiter. Die direkt qualifizierten Athleten sind hellblau, die Lucky Loser hellgrün unterlegt.

### Vorlauf 1
10:45 Uhr
Wind: +1,3 m/s
| Platz | Name             | Nation     | Zeit    |
| ----- | ---------------- | ---------- | ------- |
| 1     | Michael Marsh    | USA        | 20,27 s |
| 2     | Sergejs Inšakovs | Lettland   | 20,41 s |
| 3     | Troy Douglas     | Bermuda    | 20,41 s |
| 4     | Steve Brimacombe | Australien | 20,45 s |
| 5     | Alfred Visagie   | Südafrika  | 21,10 s |
| 6     | Mohamed Al-Hooti | Oman       | 21,10 s |
| 7     | Takahiro Mazuka  | Japan      | 21,13 s |

### Vorlauf 2
10:50 Uhr
Wind: +1,4 m/s
| Platz | Name                | Nation         | Zeit    | Anmerkung                              |
| ----- | ------------------- | -------------- | ------- | -------------------------------------- |
| 1     | Iván García         | Kuba           | 20,49 s |                                        |
| 2     | Albert Agyemang     | Ghana          | 20,69 s |                                        |
| 3     | Elston Cawley       | Jamaika        | 20,73 s |                                        |
| 4     | Owusu Dako          | Großbritannien | 20,83 s | eigentlich für das Finale qualifiziert |
| 5     | Thomas Sbokos       | Griechenland   | 20,88 s |                                        |
| 6     | Anton Iwanow        | Bulgarien      | 21,20 s |                                        |
| 7     | David Wilson        | Guam           | 21,85 s |                                        |
| 8     | Mohamed Ould Brahim | Mauretanien    | 22,71 s |                                        |

### Vorlauf 3
10:55 Uhr
Wind: +0,7 m/s
| Platz | Name                 | Nation              | Zeit    |
| ----- | -------------------- | ------------------- | ------- |
| 1     | Ato Boldon           | Trinidad und Tobago | 20,26 s |
| 2     | Obadele Thompson     | Barbados            | 20,42 s |
| 3     | Anninos Markoullidis | Zypern              | 20,57 s |
| 4     | Carlos Gats          | Argentinien         | 20,82 s |
| 5     | Joseph Gikonyo       | Kenia               | 20,88 s |
| 6     | Chris Donaldson      | Neuseeland          | 20,96 s |
| 7     | Wu-Shiun Tao         | Chinesisch Taipeh   | 21,25 s |

### Vorlauf 4
11:00 Uhr
Wind: −0,6 m/s
| Platz | Name              | Nation         | Zeit    |
| ----- | ----------------- | -------------- | ------- |
| 1     | Michael Johnson   | USA            | 20,55 s |
| 2     | Erik Wijmeersch   | Belgien        | 20,68 s |
| 3     | Percival Spencer  | Jamaika        | 20,73 s |
| 4     | Frank Waota       | Elfenbeinküste | 20,78 s |
| 5     | Benjamin Sirimou  | Kamerun        | 21,00 s |
| 6     | Antoine Boussombo | Gabun          | 21,06 s |
| DNS   | Venancio José     | Spanien        |         |

### Vorlauf 5
11:05 Uhr
Wind: −0,5 m/s
| Platz | Name             | Nation         | Zeit    |
| ----- | ---------------- | -------------- | ------- |
| 1     | Francis Obikwelu | Nigeria        | 20,62 s |
| 2     | Édson Ribeiro    | Brasilien      | 20,69 s |
| 3     | John Regis       | Großbritannien | 20,78 s |
| 4     | Pierre Lisk      | Sierra Leone   | 20,86 s |
| 5     | Lars Hedner      | Schweden       | 20,97 s |
| 6     | Thomas Griesser  | Österreich     | 21,20 s |
| 7     | Pascal Dangbo    | Benin          | 21,65 s |
| 8     | Hadhari Djaffar  | Komoren        | 22,68 s |

### Vorlauf 6
11:10 Uhr
Wind: −0,2 m/s
| Platz | Name               | Nation           | Zeit    |
| ----- | ------------------ | ---------------- | ------- |
| 1     | Patrick Stevens    | Belgien          | 20,60 s |
| 2     | Jordi Mayoral      | Spanien          | 20,65 s |
| 3     | Claudinei da Silva | Brasilien        | 20,80 s |
| 4     | Joseph Loua        | Guinea           | 20,81 s |
| 5     | Boeviyoulou Lawson | Togo             | 20,99 s |
| 6     | Anderson Vilien    | Haiti            | 21,62 s |
| 7     | Peter Ogilvie      | Kanada           | 22,00 s |
| 8     | Gustavo Envela     | Äquatorialguinea | 22,09 s |

### Vorlauf 7
11:15 Uhr
Wind: −0,3 m/s
| Platz | Name                     | Nation         | Zeit    |
| ----- | ------------------------ | -------------- | ------- |
| 1     | Linford Christie         | Großbritannien | 20,64 s |
| 2     | Robert Maćkowiak         | Polen          | 20,67 s |
| 3     | Georgios Panagiotopoulos | Griechenland   | 20,69 s |
| 4     | Geir Moen                | Norwegen       | 20,78 s |
| 5     | O’Brian Gibbons          | Kanada         | 20,79 s |
| 6     | Andrei Fedoriw           | Russland       | 20,95 s |
| 7     | Brahim Abdoulaye         | Tschad         | 21,67 s |

### Vorlauf 8
11:20 Uhr
Wind: +0,8 m/s
| Platz | Name             | Nation              | Zeit    | Anmerkung                        |
| ----- | ---------------- | ------------------- | ------- | -------------------------------- |
| 1     | Neil de Silva    | Trinidad und Tobago | 20,54 s |                                  |
| 2     | Robson da Silva  | Brasilien           | 20,61 s |                                  |
| 3     | Oumar Loum       | Senegal             | 20,69 s |                                  |
| 4     | Matthew Coad     | Neuseeland          | 21,25 s |                                  |
| 5     | Amos Ali         | Papua-Neuguinea     | 21,37 s |                                  |
| 6     | Laurence Jack    | Vanuatu             | 21,94 s |                                  |
| DNS   | Olapade Adeniken | Nigeria             |         |                                  |
| DOP   | Dean Capobianco  | Australien          | 20,76 s | für das Viertelfinale zugelassen |

### Vorlauf 9
11:25 Uhr
Wind: −0,3 m/s
| Platz | Name                     | Nation                       | Zeit    |
| ----- | ------------------------ | ---------------------------- | ------- |
| 1     | Jeff Williams            | USA                          | 20,37 s |
| 2     | Wladyslaw Dolohodin      | Ukraine                      | 20,57 s |
| 3     | Francisco Javier Navarro | Spanien                      | 20,87 s |
| 4     | Alain Reimann            | Schweiz                      | 20,99 s |
| 5     | Ousmane Diarra           | Mali                         | 21,20 s |
| 6     | Mohamed Al-Aswad         | Vereinigte Arabische Emirate | 21,77 s |
| DNS   | Ibrahim Ismail Muftah    | Katar                        | 21,77 s |

### Vorlauf 10
11:30 Uhr
Wind: −0,3 m/s
| Platz | Name              | Nation     | Zeit    |
| ----- | ----------------- | ---------- | ------- |
| 1     | Kōji Itō          | Japan      | 20,56 s |
| 2     | Torbjörn Eriksson | Schweden   | 20,77 s |
| 3     | Emmanuel Tuffour  | Ghana      | 20,85 s |
| 4     | Mark Keddell      | Neuseeland | 20,93 s |
| 5     | Justice Dipeba    | Botswana   | 21,09 s |
| 6     | Carlton Chambers  | Kanada     | 21,32 s |
| 7     | Miguel Janssen    | Aruba      | 21,72 s |

### Vorlauf 11
11:35 Uhr
Wind: −0,4 m/s
| Platz | Name                | Nation              | Zeit    |
| ----- | ------------------- | ------------------- | ------- |
| 1     | Frank Fredericks    | Namibia             | 20,59 s |
| 2     | Seun Ogunkoya       | Nigeria             | 20,78 s |
| 3     | Gary Ryan           | Irland              | 20,78 s |
| 4     | Sebastián Keitel    | Chile               | 20,96 s |
| 5     | Christoph Pöstinger | Österreich          | 20,98 s |
| 6     | Sandro Floris       | Italien             | 21,01 s |
| 7     | Wenzhong Chen       | Volksrepublik China | 21,05 s |

## Viertelfinale
Datum: 31. Juli 1996
Aus den fünf Viertelfinalläufen qualifizierten sich pro Lauf die ersten drei Athleten für das Halbfinale. Darüber hinaus kam der Zeitschnellste, der sogenannte Lucky Loser, weiter. Die direkt qualifizierten Sprinter sind hellblau, der Lucky Loser hellgrün unterlegt.

### Lauf 1

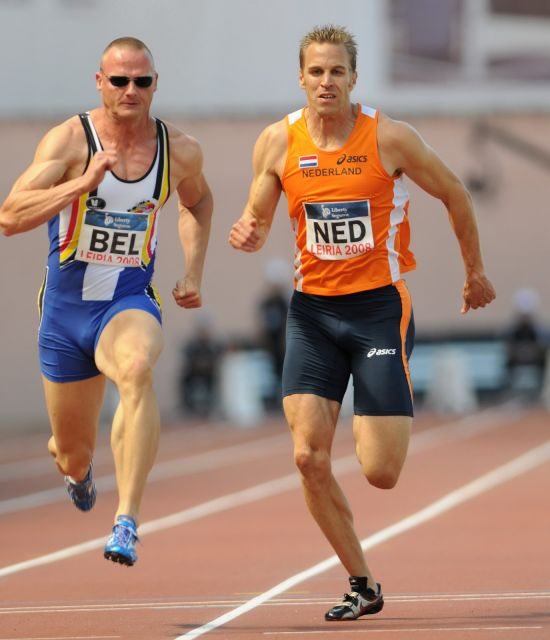
Erik Wijmeersch (links) – ausgeschieden als Vierter des ersten Viertelfinals
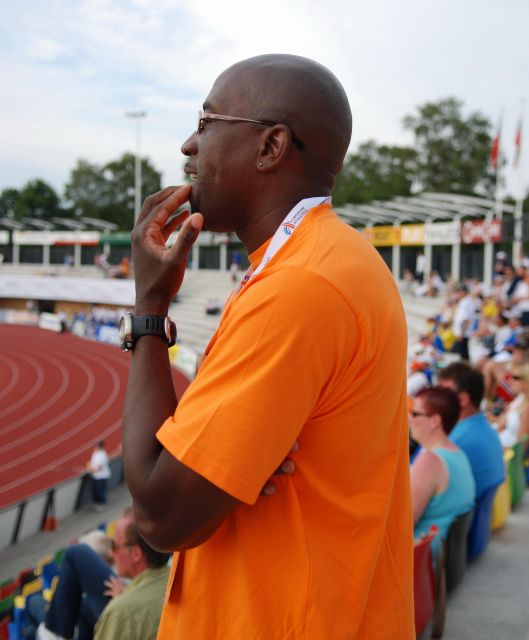
Troy Douglas – ausgeschieden als Sechster des ersten Viertelfinals

18:15 Uhr
Wind: +0,7 m/s
| Platz | Name                     | Nation   | Zeit    |
| ----- | ------------------------ | -------- | ------- |
| 1     | Frank Fredericks         | Namibia  | 20,38 s |
| 2     | Jeff Williams            | USA      | 20,47 s |
| 3     | Obadele Thompson         | Barbados | 20,53 s |
| 4     | Erik Wijmeersch          | Belgien  | 20,59 s |
| 5     | Percival Spencer         | Jamaika  | 20,59 s |
| 6     | Troy Douglas             | Bermuda  | 20,63 s |
| 7     | Francisco Javier Navarro | Spanien  | 21,06 s |
| DNS   | O’Brian Gibbons          | Kanada   |         |

### Lauf 2

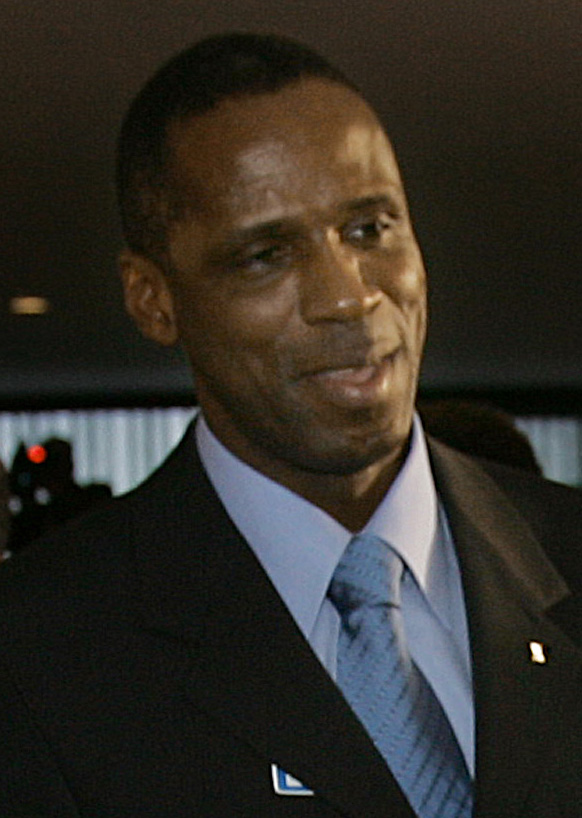
Robson da Silva – ausgeschieden als Vierter des zweiten Viertelfinals

18:20 Uhr
Wind: −0,7 m/s
| Platz | Name                     | Nation              | Zeit    |
| ----- | ------------------------ | ------------------- | ------- |
| 1     | Michael Johnson          | USA                 | 20,37 s |
| 2     | Geir Moen                | Norwegen            | 20,48 s |
| 3     | Neil de Silva            | Trinidad und Tobago | 20,62 s |
| 4     | Robson da Silva          | Brasilien           | 20,65 s |
| 5     | Jordi Mayoral            | Spanien             | 20,68 s |
| 6     | Georgios Panagiotopoulos | Griechenland        | 20,86 s |
| 7     | Oumar Loum               | Senegal             | 21,31 s |
| DOP   | Dean Capobianco          | Australien          | 21,03 s |

### Lauf 3

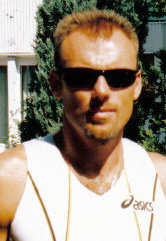
Robert Maćkowiak – ausgeschieden als Vierter des dritten Viertelfinals

18:25 Uhr
Wind: +0,9 m/s
| Platz | Name                 | Nation         | Zeit    |
| ----- | -------------------- | -------------- | ------- |
| 1     | Iván García          | Kuba           | 20,36 s |
| 2     | Kōji Itō             | Japan          | 20,47 s |
| 3     | Steve Brimacombe     | Australien     | 20,53 s |
| 4     | Robert Maćkowiak     | Polen          | 20,61 s |
| 5     | Anninos Markoullidis | Zypern         | 20,63 s |
| 6     | Wladyslaw Dolohodin  | Ukraine        | 20,65 s |
| 7     | Elston Cawley        | Jamaika        | 20,75 s |
| 8     | Frank Waota          | Elfenbeinküste | 21,14 s |

### Lauf 4

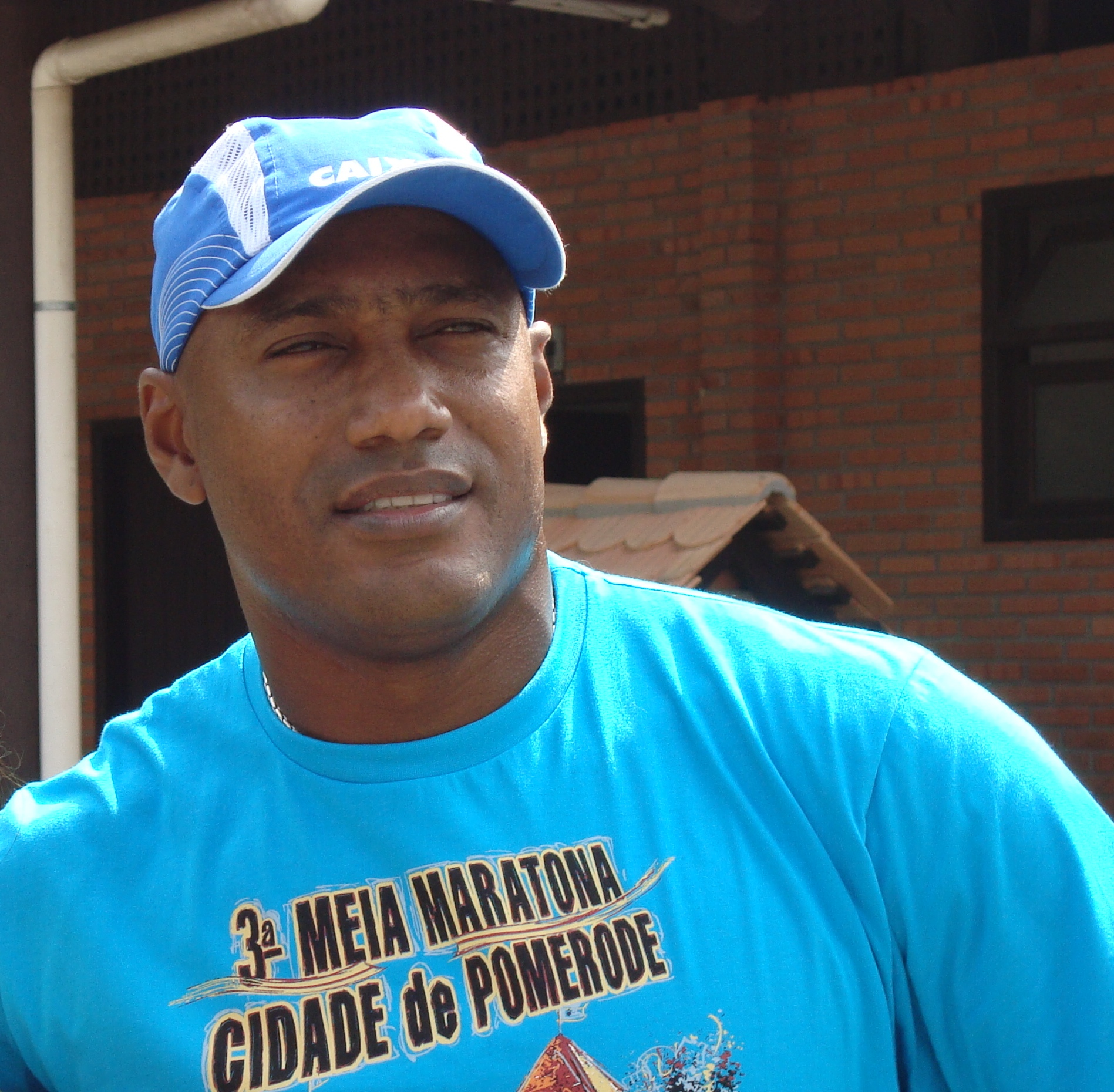
Claudinei da Silva (hier im Jahr 2011) qualifizierte sich für das Viertelfinale, trat dort jedoch nicht an

18:30 Uhr
Wind: +0,3 m/s
| Platz | Name               | Nation         | Zeit    |
| ----- | ------------------ | -------------- | ------- |
| 1     | Michael Marsh      | USA            | 20,39 s |
| 2     | Patrick Stevens    | Belgien        | 20,43 s |
| 3     | John Regis         | Großbritannien | 20,56 s |
| 4     | Sergejs Inšakovs   | Lettland       | 20,58 s |
| 5     | Albert Agyemang    | Ghana          | 20,87 s |
| 6     | Seun Ogunkoya      | Nigeria        | 21,00 s |
| 7     | Joseph Loua        | Guinea         | 21,01 s |
| DNF   | Claudinei da Silva | Brasilien      |         |

### Lauf 5

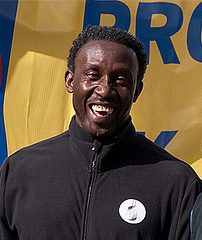
Linford Christie (Foto: 2011) schied als Vierter seines Viertelfinallaufs aus

18:35 Uhr
Wind: +1,9 m/s
| Platz | Name              | Nation              | Zeit    |
| ----- | ----------------- | ------------------- | ------- |
| 1     | Ato Boldon        | Trinidad und Tobago | 20,25 s |
| 2     | Francis Obikwelu  | Nigeria             | 20,49 s |
| 3     | Emmanuel Tuffour  | Ghana               | 20,49 s |
| 4     | Linford Christie  | Großbritannien      | 20,59 s |
| 5     | Édson Ribeiro     | Brasilien           | 20,60 s |
| 6     | Torbjörn Eriksson | Schweden            | 20,83 s |
| 7     | Carlos Gats       | Argentinien         | 20,84 s |
| 8     | Gary Ryan         | Irland              | 20,89 s |

## Halbfinale
Datum: 1. August 1996
Aus den Halbfinalläufen qualifizierten sich die jeweils ersten vier Athleten für das Finale (hellblau unterlegt).

### Lauf 1

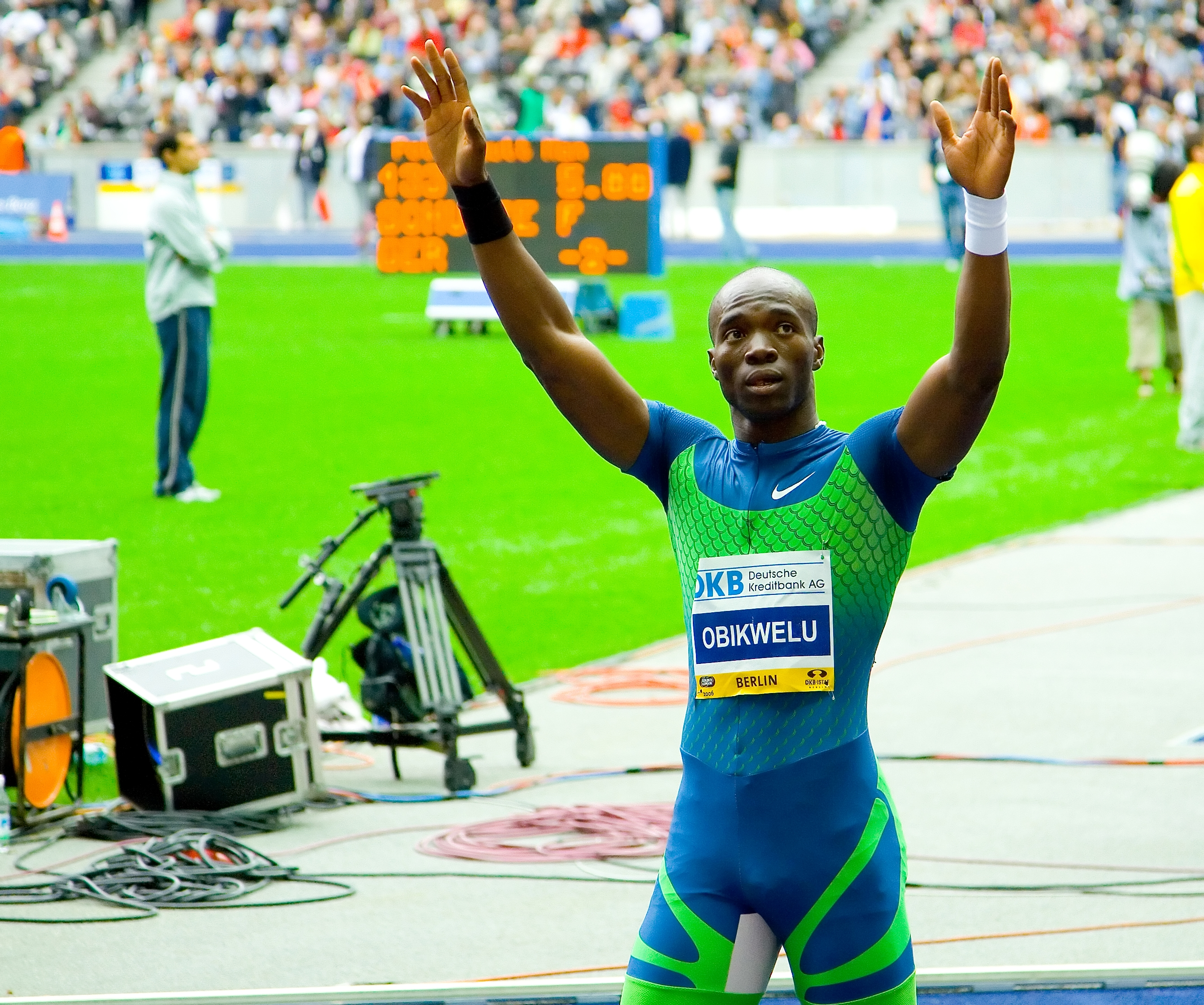
Francis Obikwelu (Aufnahme: 2006) – hier noch für Nigeria, später für Portugal am Start – erreichte als Fünfter seines Semifinals nicht den Endlauf
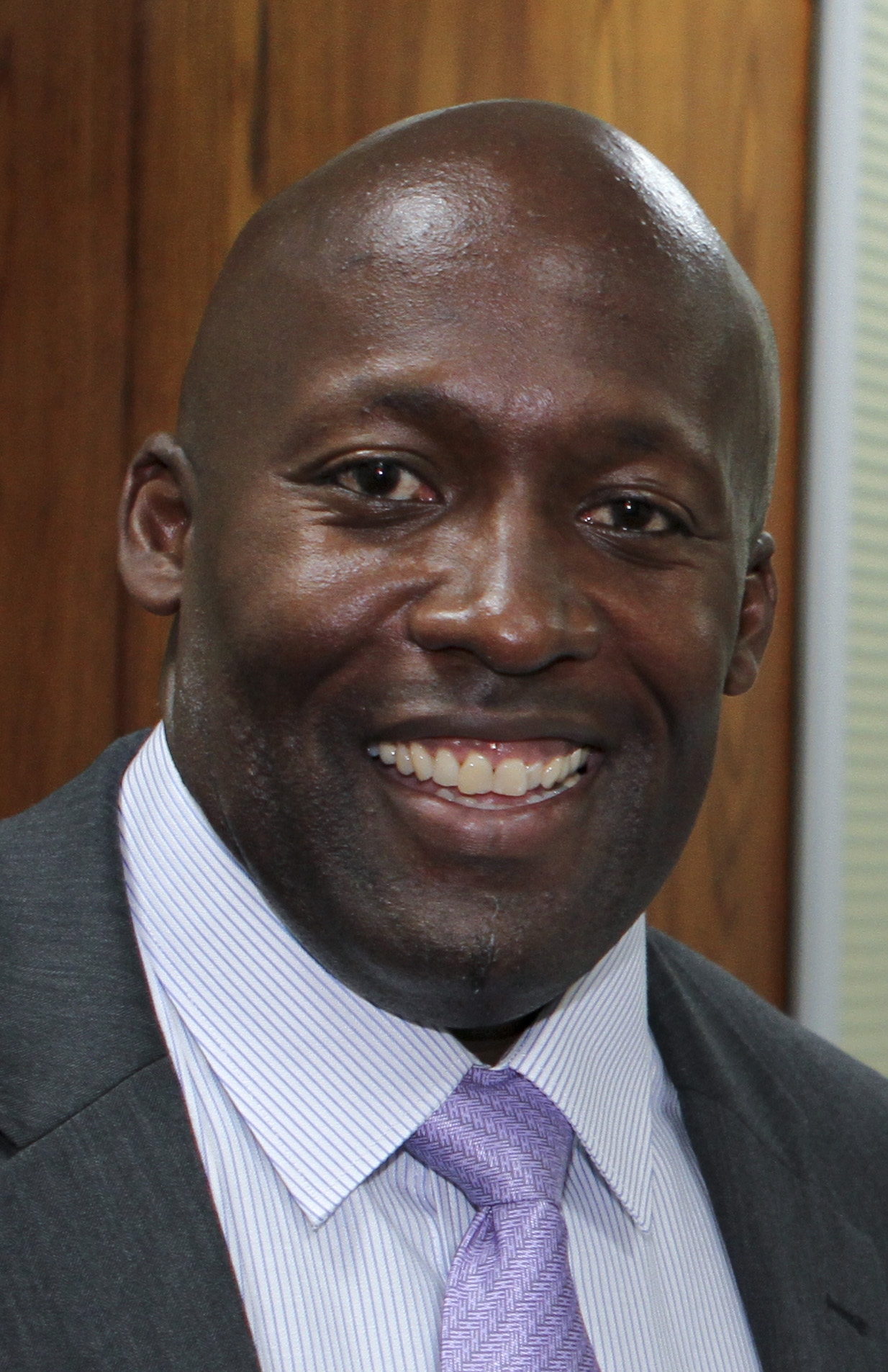
John Regis (hier im Jahr 2018) – ausgeschieden als Sechster des ersten Halbfinals

19:10 Uhr
Wind: +0,3 m/s
| Platz | Name             | Nation              | Zeit    |
| ----- | ---------------- | ------------------- | ------- |
| 1     | Michael Johnson  | USA                 | 20,27 s |
| 2     | Iván García      | Kuba                | 20,34 s |
| 3     | Jeff Williams    | USA                 | 20,39 s |
| 4     | Patrick Stevens  | Belgien             | 20,46 s |
| 5     | Francis Obikwelu | Nigeria             | 20,56 s |
| 6     | John Regis       | Großbritannien      | 20,58 s |
| 7     | Emmanuel Tuffour | Ghana               | 20,61 s |
| 8     | Neil de Silva    | Trinidad und Tobago | 21,26 s |

### Lauf 2
19:15 Uhr
Wind: +0,1 m/s
| Platz | Name             | Nation              | Zeit    |
| ----- | ---------------- | ------------------- | ------- |
| 1     | Frank Fredericks | Namibia             | 19,98 s |
| 2     | Ato Boldon       | Trinidad und Tobago | 20,05 s |
| 3     | Michael Marsh    | USA                 | 20,26 s |
| 4     | Obadele Thompson | Barbados            | 20,32 s |
| 5     | Steve Brimacombe | Australien          | 20,38 s |
| 6     | Kōji Itō         | Japan               | 20,45 s |
| 7     | Sergejs Inšakovs | Lettland            | 20,48 s |
| 8     | Geir Moen        | Norwegen            | 20,96 s |

## Finale
Datum: 1. August 1996, 21:00 Uhr
Wind: +0,4 m/s
| Platz | Name             | Nation              | Zeit    | Anmerkung |
| ----- | ---------------- | ------------------- | ------- | --------- |
| 1     | Michael Johnson  | USA                 | 19,32 s | WR        |
| 2     | Frank Fredericks | Namibia             | 19,68 s |           |
| 3     | Ato Boldon       | Trinidad und Tobago | 19,80 s |           |
| 4     | Obadele Thompson | Barbados            | 20,14 s |           |
| 5     | Jeff Williams    | USA                 | 20,17 s |           |
| 6     | Iván García      | Kuba                | 20,21 s |           |
| 7     | Patrick Stevens  | Belgien             | 20,27 s |           |
| 8     | Michael Marsh    | USA                 | 20,48 s |           |

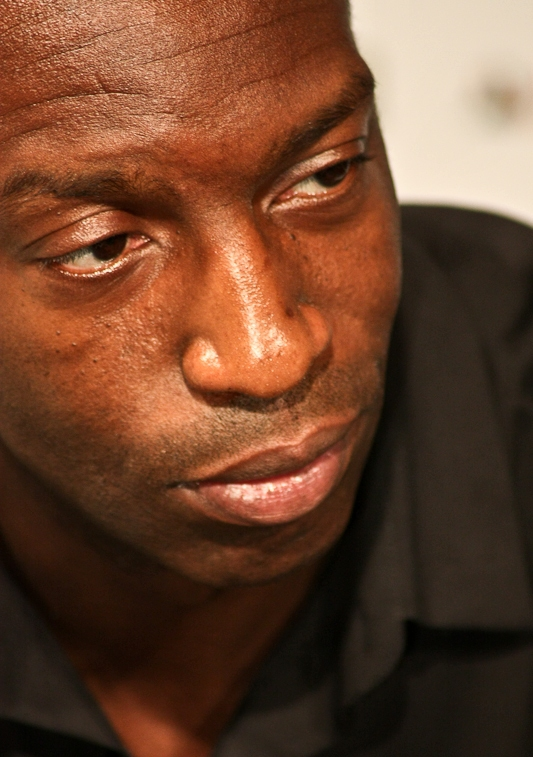
Michael Johnson (Foto: 2008) – Doppelolympiasieger von Atlanta – errang seine insgesamt dritte Goldmedaille

Für das Finale hatten sich alle drei angetretenen US-Amerikaner qualifiziert. Komplettiert wurde das Finalfeld durch je einen Starter aus Barbados, Belgien, Kuba, Namibia sowie Trinidad und Tobago.
Weltmeister und Weltrekordler Michael Johnson aus den USA war klarer Favorit für dieses Rennen. Seit 1994 war er auf dieser Distanz nur einmal geschlagen worden und hatte bei den Olympiaausscheidungen den siebzehn Jahre alten Weltrekord des Italieners Pietro Mennea um sechs Hundertstelsekunden verbessert. Als stärkste Herausforderer galten Ato Boldon aus Trinidad und Tobago sowie der Namibier Frankie Fredericks, der Johnson zwei Wochen vor den Spielen besiegt hatte. Johnson war drei Tage vor diesem Finale bereits Olympiasieger über 400 Meter geworden und wollte nun das Double über beide lange Sprintstrecken gewinnen, ein Kunststück, das vor ihm nur seiner Landsfrau Valerie Brisco-Hooks bei den Spielen von Los Angeles 1984 gelungen war. Hier in Atlanta war dann auch die Französin Marie-José Pérec zehn Minuten vor dem Start des 200-Meter-Finales der Männer Doppelolympiasiegerin über diese beiden Strecken geworden.
Johnson auf Bahn drei, derselben Bahn, auf der Pérec kurz vorher zum Sieg gelaufen war, hatte den schnellsten Start und schloss schnell zum Gegner auf Bahn vier, dem Kubaner Iván García, auf. Ausgangs der Kurve führte Johnson schon mit einem Meter Vorsprung vor Fredericks und Boldon. Auf der Zielgeraden zog Johnson allen Konkurrenten noch weiter davon und stand sein hohes Tempo durch, sodass er seinen eigenen Weltrekord um gleich 34 Hundertstelsekunden auf 19,32 s verbesserte. Frank Fredericks kam mit ebenfalls noch hervorragenden 19,68 s als Zweiter ins Ziel und lag dabei knapp drei Meter hinter Johnson zurück. Fredericks lief die bis dahin drittschnellste Zeit über 200 Meter. Ato Boldon, einen weiteren Meter zurück, gewann mit 19,80 s die Bronzemedaille. Die anderen Finalisten erzielten sehr gute Zeiten, blieben allerdings allesamt über der 20-Sekunden-Marke.
Auf Platz 2 und 3 gab es dieselbe Medaillenverteilung wie schon im 100-Meter-Lauf.
Michael Johnson gewann im 22. olympischen Finale die 16. Goldmedaille in dieser Disziplin für die USA. Es war zugleich der vierte US-Sieg in Folge.
Für Frank Fredericks war dies nun schon seine vierte Silbermedaille nach seinen zweiten Plätzen 1992 in Barcelona über 100 und 200 Meter sowie Rang zwei über 100 Meter hier in Atlanta.

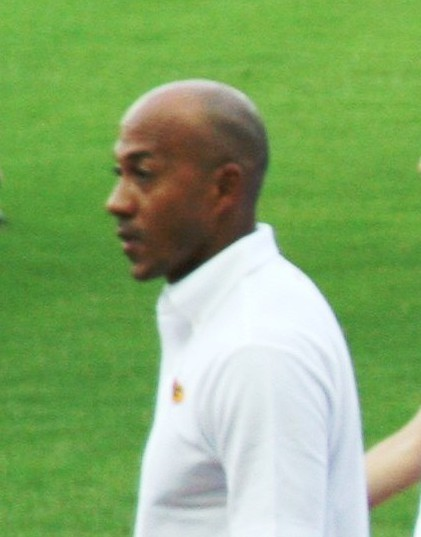
Frank Fredericks (hier im Jahr 2007) gewann wie schon über 100 Meter die Silbermedaille
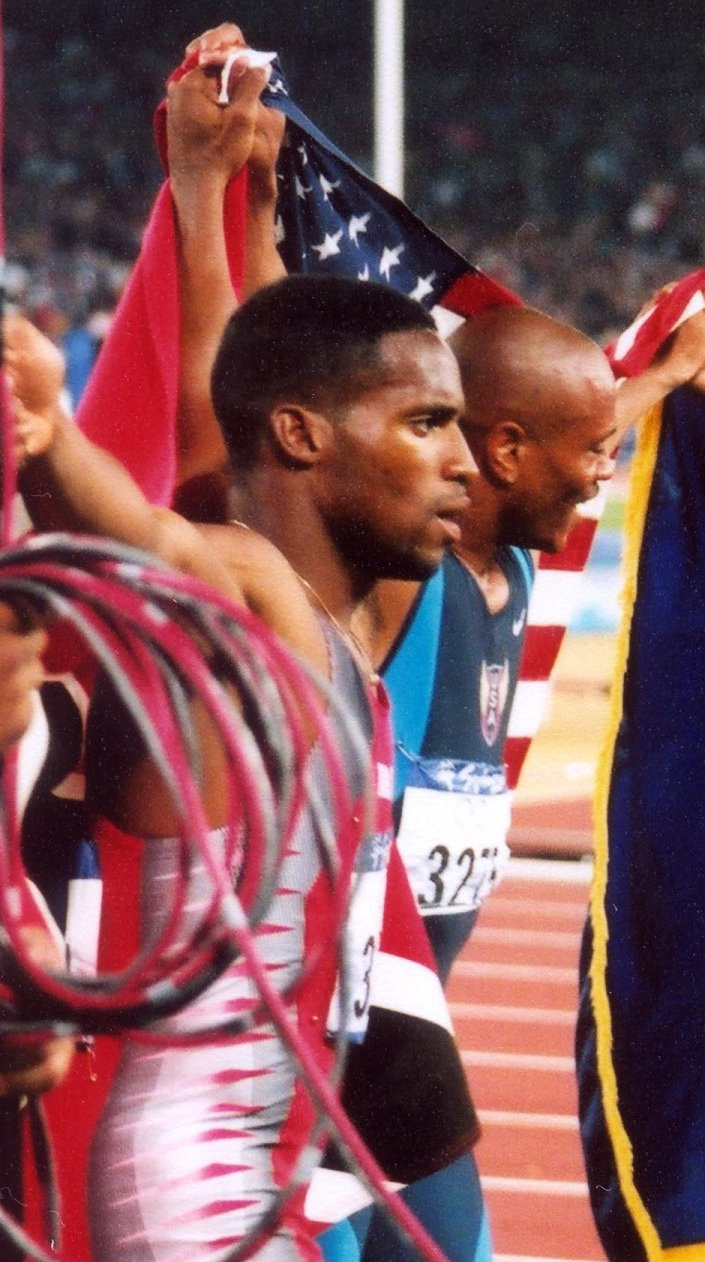
Die zweite Bronzemedaille nach dem Rennen über 100 Meter gab es für Ato Bolden
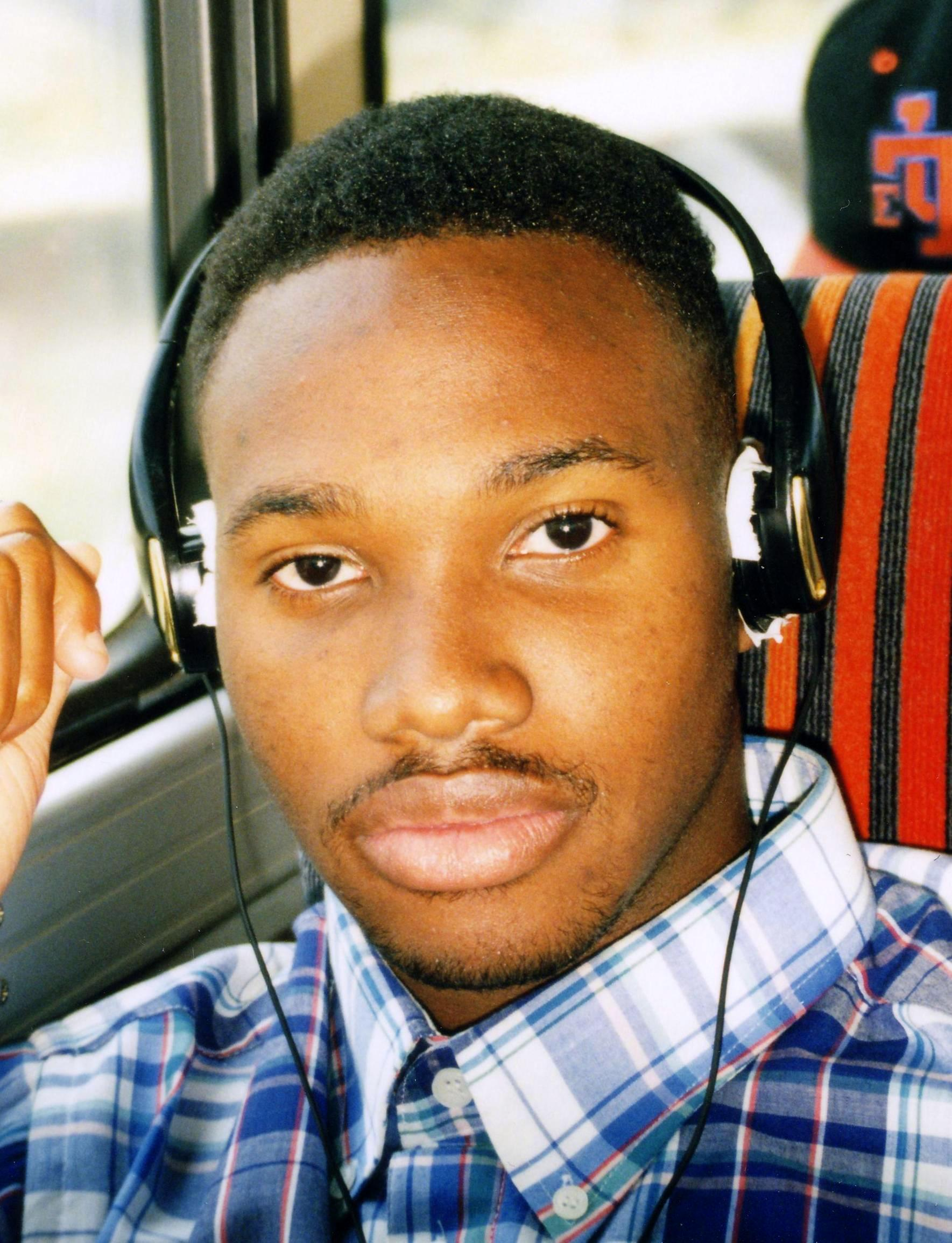
Die viertplatzierte Obadele Thompson

## Videolinks
- 6422 Olympic 1996 200m Men, youtube.com, abgerufen am 3. Januar 2022
- Men’s 200m Final Atlanta Olympics 1996, youtube.com, abgerufen am 25. Februar 2018
- Michael Johnson Atlanta 1996 Gold 400m/200m, youtube.com, abgerufen am 3. Januar 2022
- Michael Johnson Breaks 200m & 400m Olympic Records - Atlanta 1996 Olympics, youtube.com, abgerufen am 3. Januar 2022